# Bill Brown (calciatore)

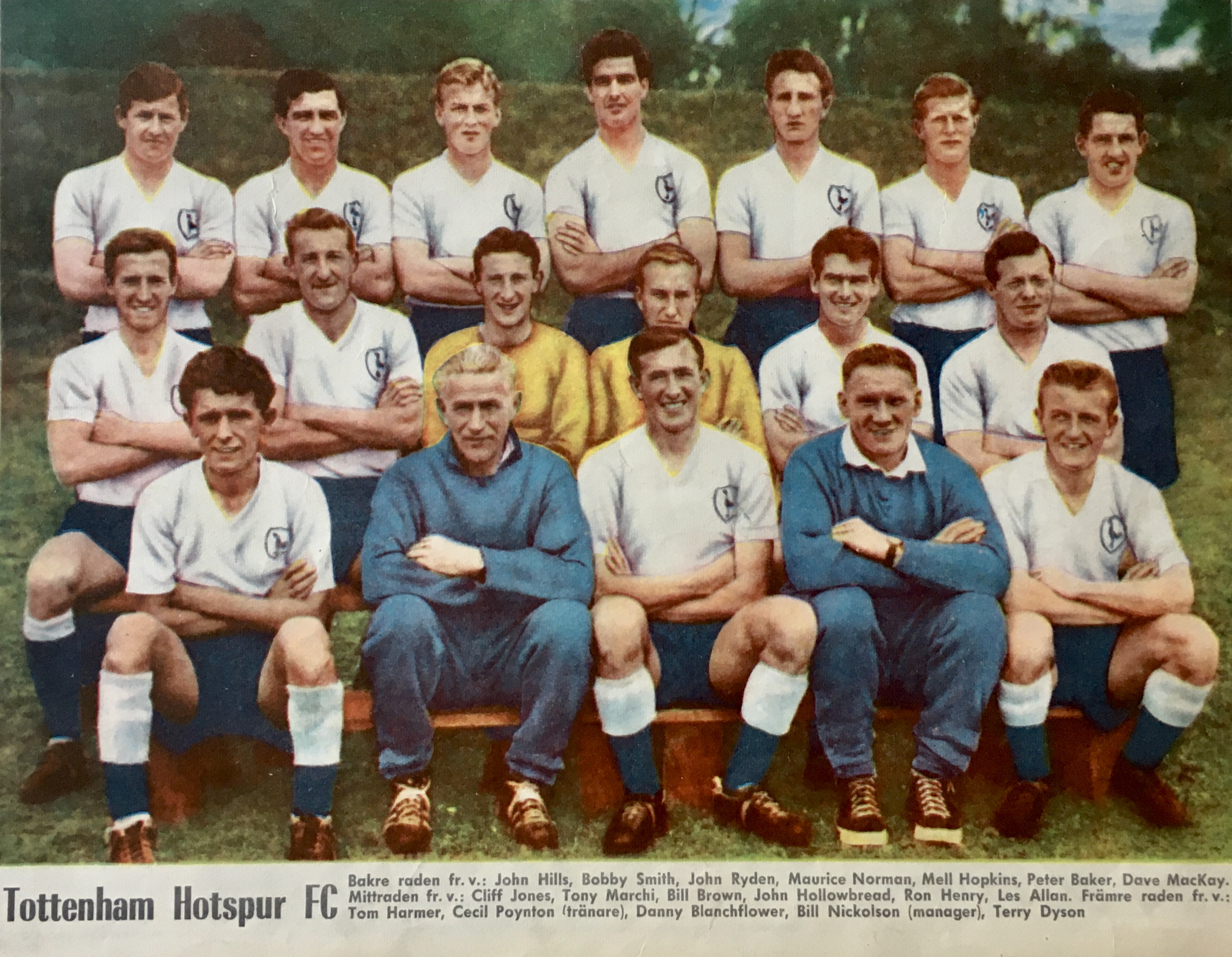
Bill Brown in una foto di squadra del 1960 (terzo da sinistra nella fila centrale)

William Dallas Fyfe Brown, noto come Bill Brown (Arbroath, 8 ottobre 1931 – Simcoe, 1º dicembre 2004), è stato un calciatore scozzese, di ruolo portiere.

## Palmarès

### Club

#### Competizioni nazionali
- Coppa di Lega scozzese: 2

Dundee: 1951-1952, 1952-1953
- Campionato inglese: 1

Tottenham: 1960-1961
- Coppa d'Inghilterra: 2

Tottenham: 1960-1961, 1961-1962
- Community Shield: 2

Tottenham: 1961, 1962

#### Competizioni internazionali
- Coppa delle Coppe: 1

Tottenham: 1962-1963